# Ievguenia Kochel
Ievguenia Sergueïevna Kochel (en russe : Евгения Сергеевна Кошель) est une ancienne joueuse de volley-ball russe née le 13 septembre 1989. Elle mesure 1,87 m et jouait au poste de réceptionneuse-attaquante. 

## Clubs
| Club          | De        | À         |
| ------------- | --------- | --------- |
| Omitchka Omsk | 2005-2006 | 2010-2011 |
| VK Voronej    | 2011-2012 | 2011-2012 |